# Stazione di Cercedilla
La stazione di Cercedilla è una stazione ferroviaria a servizio del comune di Cercedilla, sulla linea Villalba-Segovia e all'inizio della linea Cercedilla-Cotos.

## Storia
La stazione è stata inaugurata il 1º luglio 1888 con l'apertura del tratto Villalba-Segovia della linea Medina del Campo-Villalba.
Il 12 luglio 1923 venne inaugurata la ferrovia Cercedilla-Cotos.

## Servizi
- Parcheggio di scambio

## Movimento
La stazione dispone di servizi di media distanza e forma parte delle linee C-8 e C-9 della rete di Cercanías di Madrid, eserciti da Renfe Operadora.